# Kärlek (film, 1971)
Kärlek (ungerska: Szerelem), är en ungersk dramafilm från 1971. Filmen vann Jurypriset vid Filmfestivalen i Cannes 1971.

## Handling
Maken till en ung ungersk kvinna har arresterats av hemliga polisen. För att inte oroa modern, som inte har lång tid kvar, säger hans hustru att han åkt till Amerika.